# Kostelany (Kroměříži járás)
Kostelany település Csehországban, Kroměříži járásban. Kostelany Lubná, Zdounky, Jankovice, Košíky, Roštín, Soběsuky és Kroměříž településekkel határos. Lakosainak száma 636 fő (2024. január 1.).

## Népesség
A település lakosságának változását az alábbi diagram mutatja:
| Lakosok száma | 789  | 917  | 983  | 791  | 600  | 505  | 616  | 620  | 635  | 636  |
|               | 1869 | 1890 | 1921 | 1950 | 1980 | 2001 | 2017 | 2019 | 2022 | 2024 |